# Psythiarodes mahafaly
Psythiarodes mahafaly är en fjärilsart som beskrevs av Pierre E.L. Viette 1980. Psythiarodes mahafaly ingår i släktet Psythiarodes och familjen snigelspinnare. Inga underarter finns listade i Catalogue of Life.